# Glaresis porrecta
Glaresis porrecta es una especie de coleóptero de la familia Glaresidae.

## Distribución geográfica
Habita en Irán.